# Тайсю-кай

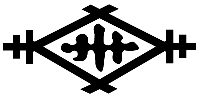
Даймон Тайсю-кай

Тайсю-кай (яп. 太州会) — преступная группировка в японской мафии якудза, базирующаяся в префектуре Фукуока. Тайсю-кай насчитывает около 180 активных членов

## История
Тайсю-кай был основан около 1954 года род названием Ота-гурупу (яп. 太田グループ) Отой Кухинару (太田 州春), рабочим на руднике, который и стал первым оябуном. Ота-гурупу была позднее переименована в Ота-гуми (яп. 太田组), а затем приняла нынешнее название «Тайсю-кай» в мае 1973 года. Ёсихито Танака (или Ёсито Танака) стал преемником Оты в декабре 1991 года.

## Состояние
Штаб-квартира Тайсю-кай располагается в городе Тагава префектуры Фукуока. Наряду с Кудо-кай, Додзин-кай, Фукухаку-кай и Кюсю-Сэйдо-кай Тайсю-кай — одна из пяти «указанных группа якудза», базирующихся в префектуре  префектуре Фукуока.
Тайсю-кай — член враждебной группировке Ямагути-гуми братской федерации, «Ёнса-кай», в которую также входят Кудо-кай, Додзин-кай и Кумамото-кай (из города Кумамото).

## Оябуны
- 1-й: Кунихару Ота
- 2-й: Ёсихито Танака (или Ёсито Танака)
- 3-й: Райтаро Ома
- 4-й: Хироси Хидака